# Otolelus symphoniacus
Otolelus symphoniacus is een keversoort uit de familie schijnsnoerhalskevers (Aderidae). De wetenschappelijke naam van de soort werd in 2000 gepubliceerd door Klinger.